# Población La Pincoya
La Pincoya es un barrio del norte de Santiago, en la actual comuna de Huechuraba, de fuerte identidad popular, fundado oficialmente en 1969, cuando tomó su nombre actual. Se conoce como La Pincoya a un grupo de poblaciones y villas ubicadas en el extremo norte de Huechuraba, que engloba a la Villa Pablo Neruda, Villa El Rodeo, Villa Wolf, Población Última Hora y Patria Nueva. Su nombre se debe a la criatura de la mitología chilota, la Pincoya.

## Historia
A diferencia de otras poblaciones (surgidas de tomas ilegales de terrenos, como La Bandera  y La Victoria), La Pincoya nació a partir de distintas modalidades de ocupación. Inicialmente, en 1935, en las inmediaciones surgió la población Santa Victoria, a partir de la compra de terrenos en una zona todavía campestre por parte de personas de bajos recursos (muchos de ellos obreros de la construcción) que venían de El Salto. A fines de la década de 1960, más al norte, en las faldas del cerro, se agregaron grupos que postularon al Servicio de Vivienda y Urbanización y lograron un sitio bajo Eduardo Frei Montalva en varios sectores (campamentos Pablo Neruda, Patria Nueva, Última Hora, Villa Wolf, Villa El Rodeo). Durante el gobierno de Salvador Allende lograron la construcción de las casas y la urbanización básica. Entre los pobladores había una alta presencia de partidos de izquierda que apoyaron a la Unidad Popular, especialmente en el campamento que lleva el nombre del poeta Pablo Neruda, quien visitó por entonces la naciente población.[cita requerida]
Tras el golpe militar de 1973, el sector enfrentó la represión por parte de las autoridades producto de las acciones realizadas en el sector como repudio a la dictadura militar, lo que afectó en particular al Campamento Pablo Neruda, que debió cambiar de nombre, transformándose por orden del gobierno en La Pincoya, denominación que pronto comenzó a extenderse a los sectores adyacentes. La víctima más joven de la represión fue Carlos Fariña Oyarce, de 14 años.
Es famoso el Museo a Cielo Abierto de La Pincoya, proyecto social de intervención muralista en las calles de la población, que tiene como objetivo principal retratar su historia.